# Río Sar
El río Sar es un río del noroeste de la península ibérica, un afluente del río Ulla por su lado derecho. Discurre por la provincia de La Coruña, en Galicia, España. Tiene un recorrido de 42 km.
La poetisa gallega Rosalía de Castro escribió una conocida colección de poemas titulada "En las orillas del Sar" en castellano.

## Etimología
Sar (y su diminutivo, el río Sarela) proceden de un antiguo Sars documentado ya en el siglo I por Mela, quien lo menciona dos veces, una con el Tamaris (Tambre) y otra con el Ulla aguas abajo de Padrón. Según Krahe, la forma Sars se remonta a un Saros masculino, raíz hidronímica indoeuropea ser- o sor- fluir, que vive en sánscrito moderno (río sara, corriente sarit). El río gallego Sor y otros ríos franceses (Serre, Saarland), alemanes (Saar), galeses (Cwm Sorgwm) e ingleses (Soar, Sor) comparten toponimia.

## Curso
Nace a 335m justo al lado del túnel del AVE de A Sionlla, al lado del letrero que señala el túnel, en la vertiente hacia Santiago. La gente mayor de Amio, lo conocían antiguamente como Túnel de A Miñata. A poco de nacer llega a Amio y corre por las parroquias también compostelanas de Sar, Conxo y Laraño. A continuación discurre por el municipio de Ames y pasa por su capital municipal, Bertamiráns. También pasa por Brión, en donde forma con el municipio vecino de Ames el cálido valle de A Mahía. Recorre la llamada ruta Rosaliana, cruza parte del municipio de Rois y finalmente desemboca en la parroquia de Iria Flavia (Padrón). Un tramo del río Sar está incluido en la Red Natura 2000.
La colegiata de Santa María del Sar, declarada bien de interés cultural en 1895, se sitúa a orillas de este río a su paso por Santiago de Compostela.
En 2020 se encontró una talla de la Virgen María, posiblemente del siglo XIV, en el río.

## Ecología
En el año 2005 hubo movilizaciones en contra de la minicentral de la Silvouta en el río Sar, con el apoyo de la asociación ecologista ADEGA.
Desde el punto de vista ecológico, el problema más grave que sufre el río Sar es la grave contaminación de sus aguas, motivada tanto por la insuficiente depuración de las aguas residuales de Santiago de Compostela como por los numerosos vertidos incontrolados que se producen con frecuencia a lo largo de su cauce. A pesar de la existencia de una depuradora en Silvouta (Santiago de Compostela), su capacidad es insuficiente para depurar gran parte de las aguas residuales de la ciudad. A pesar de su prevista ampliación, se ha retrasado por diversos motivos durante años, lo que sigue provocando suciedad en el agua, aparición de basura en sus riberas, olores que se acentúan en verano, cuando el río baja el nivel, así como los frecuentes mortalidad de los peces.[cita requerida]
Sin embargo, a lo largo de sus orillas todavía se puede encontrar mucha fauna: nutrias, garzas, patos de diferentes especies, anfibios y diversos reptiles y gaviotas. Entre los peces se encuentran la trucha, la anguila y, ya cerca de la desembocadura, donde las aguas se vuelven salobres, la gallineta nórdica y los muxos. También es frecuente ver crías de especies de agua salada, como la solla, ya que esta especie desova río arriba. Otros como el salmón y la lamprea, abundantes en el pasado y que volvían y se pescaban a la altura del Ponte da Condomiña (Bertamiráns), acabaron desapareciendo por la contaminación.[cita requerida]

## El Sar en la cultura popular
El 17 de diciembre de 2019, el exoplaneta anteriormente conocido como HD 149143 b fue bautizado como “Riosar” como parte de un proyecto internacional impulsado por la Unión Astronómica Internacional (IAU). El nombre fue propuesto por la Agrupación Astronómica Coruñesa IO y fue elegido mediante votación online, obteniendo 13.413 votos, es decir, más del 39% del total. Su estrella, HD 149143, fue bautizada como "Rosalíadecastro" (en referencia a Rosalía de Castro).